# Rusty Staub
Pour les articles homonymes, voir Staub.
Daniel Joseph Staub, dit Rusty Staub et surnommé Le Grand Orange, est un joueur de baseball américain né le 1er avril 1944 à La Nouvelle-Orléans en Louisiane et mort le 29 mars 2018 à West Palm Beach en Floride.
Il joue 23 saisons dans la Ligue majeure de baseball de 1963 à 1985, accumulant 2 716 coups sûrs et 292 circuits.

## Biographie

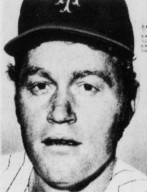
Rusty Staub vers 1973.

Rusty Staub porte les couleurs des Astros de Houston (connus sous le nom de Colt .45's jusqu'en 1964) de 1963 à 1968, des Expos de Montréal de 1969 à 1971, des Mets de New York de 1972 à 1975, des Tigers de Detroit de 1976 à 1979, des Expos de Montréal à nouveau pour une brève période en 1979, des Rangers du Texas en 1980, puis une dernière fois des Mets de New York de 1981 à sa retraite en 1985. Il frappait de la gauche et lançait de la main droite. Pendant sa carrière, il a surtout joué dans le champ droit, mais aussi au premier but et comme frappeur désigné. Il fut l'un des premiers joueurs vedettes des Expos de Montréal, et son numéro de joueur (n° 10) fut le premier à être retiré par l'équipe.
Il honore 6 sélections au match des étoiles, de 1967 à 1971, puis une dernière fois en 1976. Il fait partie de l'équipe des Mets championne de la Ligue nationale en 1973 et, malgré la défaite de New York en Série mondiale 1973, maintient une moyenne au bâton de ,423 avec un circuit et 6 points produits en 7 matchs de finale face aux Athletics d'Oakland.
Staub, qui a débuté dans les majeures à l'âge de 19 ans, est l'un des quatre joueurs de l'histoire avec Ty Cobb, Gary Sheffield et Alex Rodriguez, à avoir frappé des coups de circuit avant l'âge de 20 ans et passé l'âge de 40 ans.